# Celestino
Celestino es un nombre propio masculino de origen latino en su variante en español. Su significado es "celeste, perteneciente al cielo". Celestino es uno de los sobrenombres de Júpiter.

## Variantes
- Femenino: Celestina.

### Variantes en otros idiomas
| Variantes en otras lenguas | Variantes en otras lenguas |
| -------------------------- | -------------------------- |
| Español                    | Celestino                  |
| Alemán                     | Cölestin                   |
| Asturiano                  | Celestín                   |
| Búlgaro                    | Целестин (Celestin)        |
| Catalán                    | Celestí                    |
| Checo                      | Celestýn                   |
| Danés                      | Celestin                   |
| Esperanto                  | Celesteno                  |
| Finlandés                  | Celestinus                 |
| Francés                    | Célestin                   |
| Gallego                    | Celestino                  |
| Griego                     | Κελεστίνος (Kelestínos)    |
| Holandés                   | Celestinus, Celestijn      |
| Húngaro                    | Celesztin                  |
| Inglés                     | Celestine                  |
| Italiano                   | Celestino                  |
| Latín                      | Caelestinus                |
| Lituano                    | Celestinas                 |
| Polaco                     | Celestyn                   |
| Portugués                  | Celestino                  |
| Rumano                     | Celestin                   |
| Ruso                       | Целестин (Celestin)        |
| Sardo                      | Celestìnu                  |
| Serbio                     | Целестин (Celestin)        |
| Sueco                      | Celestinus                 |
| Ucraniano                  | Целестін (Celestin)        |